# Найда Манчева
Найда Веселинова Манчева е българска тъкачка многомашинничка.

## Биография
Найда Манчева е родена на 10 ноември 1921 г. в с. Цръклевци, Софийско. Произхожда от бедно селско семейство. Детството ѝ преминава в оскъдицата на столичния квартал „Надежда“ и тя рано прекъсва образованието си, но голямото ѝ трудолюбие не я оставя нереализирана в живота. Постъпва във фабрика „Фортуна“ („Осми март“) през 1934 г. като обща работничка. След 9 септември 1944 г. става тъкачка на механични станове и обслужва 6 стана при норма 4. Това ѝ дава самочувствие, ражда се желанието ѝ за изява. Първият успех не закъснява – тя преминава на 20 автоматични стана, докато колежките ѝ обслужват по 16. После машините стават 30, а изпълнението на трудовата норма е постоянно – 105 на сто, като 92 на сто от изтъканите платове са първокачествени.
За високите производствени резултати с указ №255 от 28 май 1964 г. Найда Манчева е удостоена със званието „Герой на социалистическия труд“. През 1967 г. се оттегля от машините, за да обучава младите текстилки, които да утвърждават името и авторитета на завода. През 1973 г. тя отново се завръща да машините. Те вече са 40 автоматични тъкачни стана и нейният пример увлича още две работнички, които поемат същия брой машини. През същата година Найда Манчева се заема с обучението и квалификацията на младите работнички и става ръководител на Школата за изучаване и разпространяване на челния опит. Като признание за новите ѝ трудови успехи с указ №865 от 27 април 1974 г. Найда Манчева е удостоена за втори път със званието „Герой на социалистическия труд“.
Член на БКП от 1957 г. От 1966 г. е редовно избирана за народен представител. Член на Софийския ГК на БКП, на Коларовския РК на БКП. Член на Комитета на българските жени и на общонародния комитет на българо-съветската дружба. Наградена с много отличия, между които „Орден на труда“ – сребърен (1960), „Червено знаме на труда“ (1962), „Народна република България“ – III ст. (1971), „Георги Димитров“ (1981).
Почива на 95 години в София на 27 септември 2016 г.